# باشگاه فوتبال استقلال دزفول
استقلال دزفول یکی از باشگاه‌های فوتبال ایران می‌باشد.
این تیم از سال ۱۳۸۲ با نام شهرداری دزفول شروع کرد و دو سال بعد به نام استقلال جنوب دزفول تغییر نام داد سرپرستان این تیم همه از بازیکنان قدیمی دزفول که در تیم‌های ایرانگاز و بانک ملی و وحدت شهباز بازی می‌کردند تشکیل شده‌است البته امروزه دوباره با نام شهرداری دزفول در لیگ دسته دوم کشور حضور دارد که شهرداری دزفول امیدوار است این تیم بتواند از لیگ دسته دوم به لیگ دسته یک کشور صعود کند.
زمین تمرین این تیم در سنجر است و امیدواریم این تیم به لیگ های بالاتر صعود کند